# Alcida
Alcida é uma comunidade localizada no Condado de Gloucester, na província canadense de New Brunswick.